# Douairière
Douairière is een aanduiding voor een weduwe van een adellijk heer. In het verleden werd een weduwe van een edelman bijvoorbeeld als volgt aangeschreven: douairière A. graaf van Limburg Stirum. Dit is de naam van de overleden echtgenoot, voorafgegaan door douairière, zonder de eigen naam van de vrouw. 
Tegenwoordig worden ook de regels gebruikt zoals die voor gehuwde vrouwen gelden. Dat wil zeggen dat zij worden aangeduid als bijvoorbeeld A. gravin van Limburg Stirum-Jansen, waarbij Jansen de meisjesnaam is.